# Kim Shin-wook
Kim Shin-wook (en coreano: 김신욱; Gwacheon, Gyeonggi, 14 de abril de 1988) es un futbolista surcoreano que juega como delantero en el Kitchee S. C. de la Liga Premier de Hong Kong.

## Carrera
Kim pasó su juventud entrenando ya sea como defensa central o como mediocampista defensivo, pero por sugerencia de su entrenador, cambió su puesto a delantero unas semanas después de firmar su primer contrato profesional con el Ulsan Hyundai FC.
Al principio, tuvo problemas para adaptarse en la nueva posición, pero ha demostrado su valía siendo uno de los mejores delanteros de la liga de fútbol coreana. Su mejoría como delantero en los últimos años se evidencia en la cantidad de goles marcados.
El 8 de julio de 2019 Kim se unió al club chino de Shanghai Shenhua, se estableció rápidamente como un miembro principal del equipo y anotó 10 goles en 15 juegos mientras el club se alejaba de la zona de descenso y ganaba la Copa FA de China 2019.

## Clubes
| Club                         | País          | Año       |
| ---------------------------- | ------------- | --------- |
| Ulsan Hyundai F. C.          | Corea del Sur | 2009-2016 |
| Jeonbuk Hyundai Motors F. C. | Corea del Sur | 2016-2019 |
| Shanghái Shenhua             | China         | 2019-2021 |
| Lion City Sailors F. C.      | Singapur      | 2021-2023 |
| Kitchee S. C.                | Hong Kong     | 2023-     |

## Selección
| Corea del Sur | Corea del Sur | Corea del Sur |
| Año           | Partidos      | Goles         |
| ------------- | ------------- | ------------- |
| 2010          | 3             | 0             |
| 2011          | 3             | 0             |
| 2012          | 7             | 1             |
| 2013          | 9             | 1             |
| 2014          | 7             | 1             |
| 2015          | 3             | 0             |
| 2016          | 4             | 0             |
| 2017          | 5             | 3             |
| 2018          | 10            | 4             |
| 2019          | 4             | 4             |
| Total         | 55            | 14            |

## Palmarés

### Club
Ulsan Hyundai
- Copa de la Liga de Corea : 2011
- Liga de Campeones de la AFC : 2012

Jeonbuk Hyundai Motors
- K League 1: 2017, 2018
- Liga de Campeones de la AFC: 2016

Shanghai Shenhua
- Copa FA de China: 2019

### Internacional
Corea del Sur
- Campeonato de Fútbol del Este de Asia: 2015, 2017

Corea del Sur U23
- Medalla de oro de los Juegos Asiáticos: 2014

### Individual
- Máximo goleador de la Copa de la Liga de Corea  : 2011
- K League 1 Mejor XI : 2013
- Jugador más valioso de la K League 1 : 2013
- Máximo goleador de la K League 1 : 2015
- Máximo goleador del campeonato de fútbol EAFF E-1 : 2017